# Sabino Medina

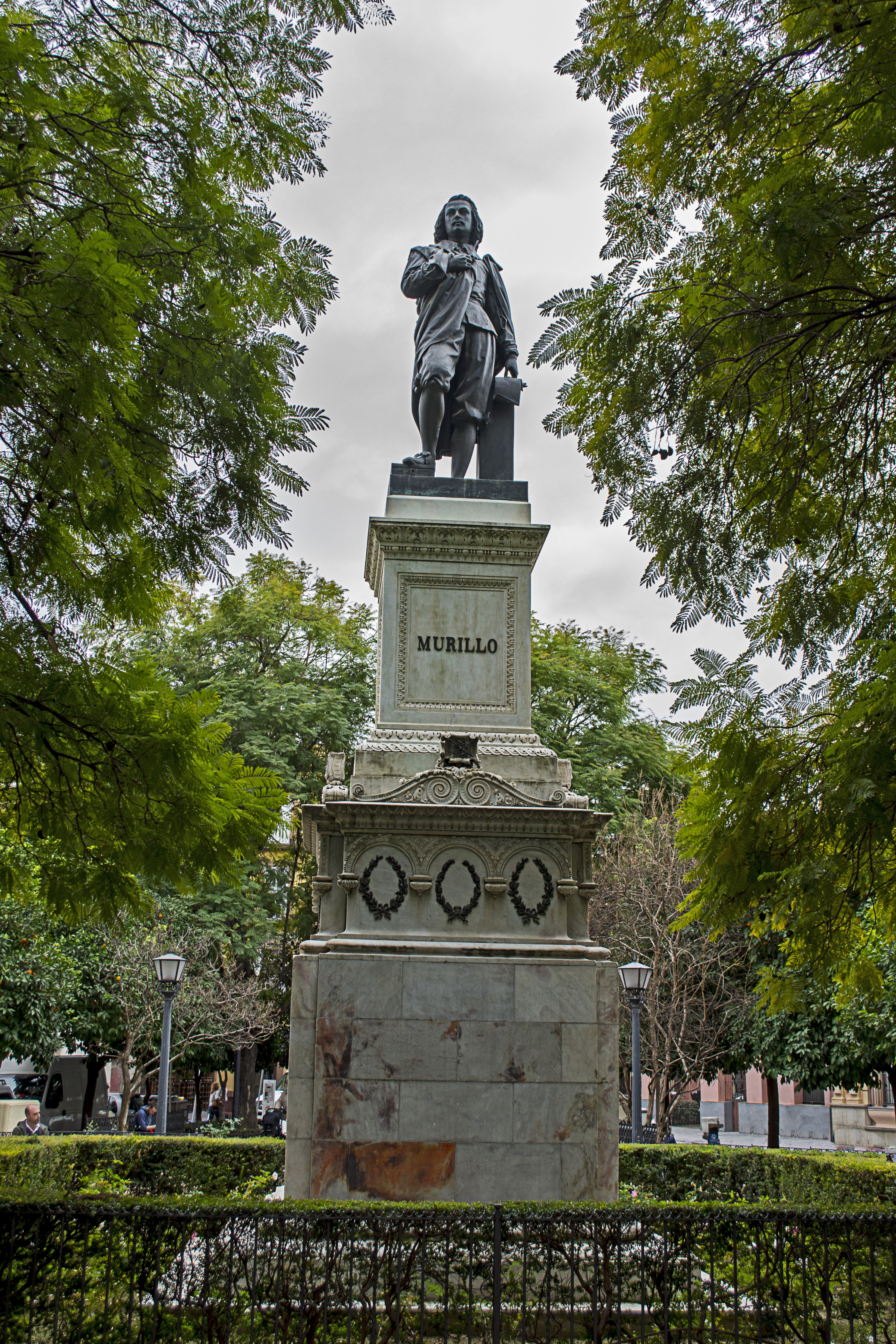
Monumento a Murillo, en la plaza del Museo de Sevilla.

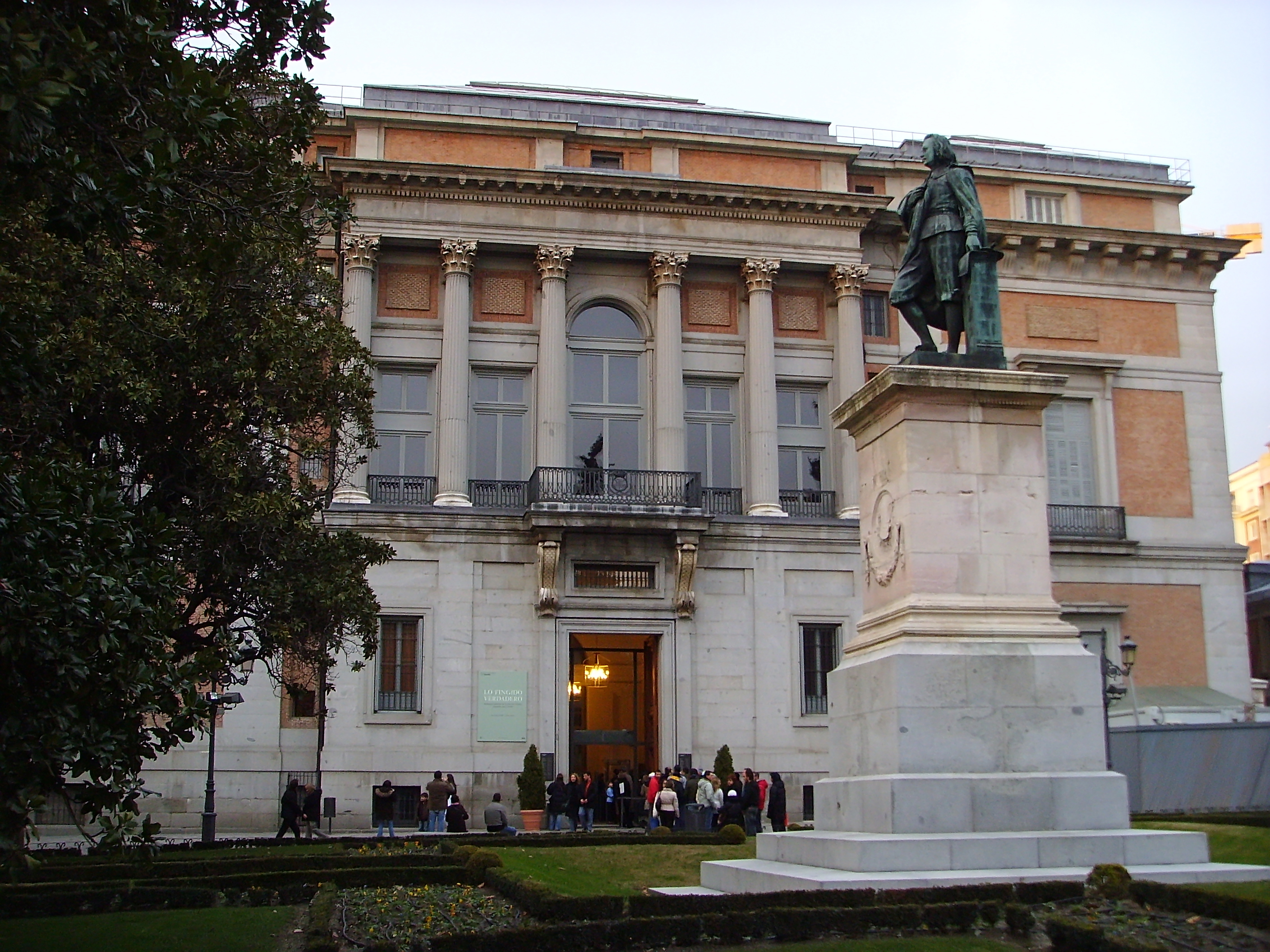
Monumento a Murillo, entre el Museo del Prado y el Jardín Botánico de Madrid.

Sabino Medina y Peñas (Madrid, 1812-Madrid, 10 de mayo de 1888) fue un escultor español cuya obra se englobaba dentro la corriente neoclásica.

## Biografía
Fue discípulo de Valeriano Salvatierra se formó artísticamente en Roma. Una de sus obras más relevantes, fue una escultura de Murillo para la ciudad de Sevilla, inaugurado en 1864, que se colocó en la plaza del museo, frente al entonces Museo Provincial de Pintura, hoy Museo de Bellas Artes. Posteriormente se realizó una réplica de la misma que se situó frente a la fachada sur del Museo del Prado (el pedestal es del arquitecto González Pescador), inaugurada por el rey Amadeo I. Intervino también en la decoración del Palacio de las Cortes de Madrid, en cuyo Salón de sesiones, en la parte alta del testero, se encuentran cuatro efigies que simbolizan La Marina, La Agricultura, El Comercio y Las Ciencias; también lleva su firma el busto de Agustín Argüelles, en el mismo palacio.
Hizo igualmente labores de restauración de la Puerta de Alcalá, e intervino en la decoración escultórica del obelisco del Dos de Mayo, haciendo también la figura principal (Alegoría del río Lozoya) de la fuente del Lozoya en la calle Bravo Murillo de Madrid. Otra de sus obras destacadas es Eurídice mordida por una víbora, expuesta en el Museo del Prado.
En el cementerio de San Isidro fue autor de los monumentos funerarios dedicados a las familias Muguiro y Santibañes. Está enterrado en el cementerio de San Isidro.